# Hinojosas de Calatrava
Hinojosas de Calatrava es un municipio de España perteneciente a la provincia de Ciudad Real, en la comunidad autónoma de Castilla-La Mancha. Tiene una población de 508 habitantes (INE 2024).

## Geografía
Limita al norte con Puertollano, al este con Mestanza y Solana del Pino, al sur con Fuencaliente y al oeste con Cabezarrubias del Puerto.
| Noroeste: Cabezarrubias del Puerto | Norte: Puertollano | Noreste: Puertollano y Mestanza  |
| Oeste: Cabezarrubias del Puerto    |                    | Este: Mestanza y Solana del Pino |
| Suroeste: Fuencaliente             | Sur: Fuencaliente  | Sureste: Solana del Pino         |

## Historia
La creación como municipio independiente data de 1848, cuando es separada de la dependencia de Puertollano, aunque está documentada la existencia de un núcleo de población en el lugar desde al menos el siglo XVI. Hasta la década de 1930 se demominó oficialmente como Hinojosas.
La iglesia parroquial, dedicada a san Bernardo de Claraval, data de 1747 y debió existir una ermita de la misma advocación anterior.
Fiestas el 20 de agosto, festividad de san Bernardo, patrón de esta localidad patrón principal, y san Blas el 3 de febrero, segundo patrón.
Son las dos fiestas de la localidad, fiesta del verano, al terminar los trabajos de la recolección del cereal y la segunda de la aceituna, junto con la ganadería ingresos principales de la localidad.

## Demografía
Hinojosas de Calatrava cuenta con una población de 508 habitantes (INE 2024).
| Gráfica de evolución demográfica de Hinojosas de Calatrava entre 1842 y 2021 |
| |
| Población de derecho según los censos de población del INE Población de hecho según los censos de población del INEEn estos censos se denominaba Hinojosas: 1842, 1857, 1860, 1877, 1887, 1897, 1900, 1910, 1920 y 1930 |

## Personas notables
- Leonor Serrano Pablo, escritora, pedagoga y abogada feminista.